# بخش پتیاله
بخش پتیاله (به انگلیسی: Patiala district) یک بخش در هند است که در پنجاب واقع شده‌است. بخش پتیاله ۳٬۴۳۰ کیلومتر مربع مساحت و ۱٬۸۹۲٬۲۸۲ نفر جمعیت دارد.